# 巨各庄站
40°21′57″N 116°59′53″E / 40.365896°N 116.998058°E
巨各庄站是一个京承线上的铁路车站，位于中华人民共和国北京市密云区巨各庄镇，建于1956年，目前为四等站，目前客运：办理旅客乘降；行李、包裹托运；货运：办理整车、零担货物发到。